# Guillaume Defossé

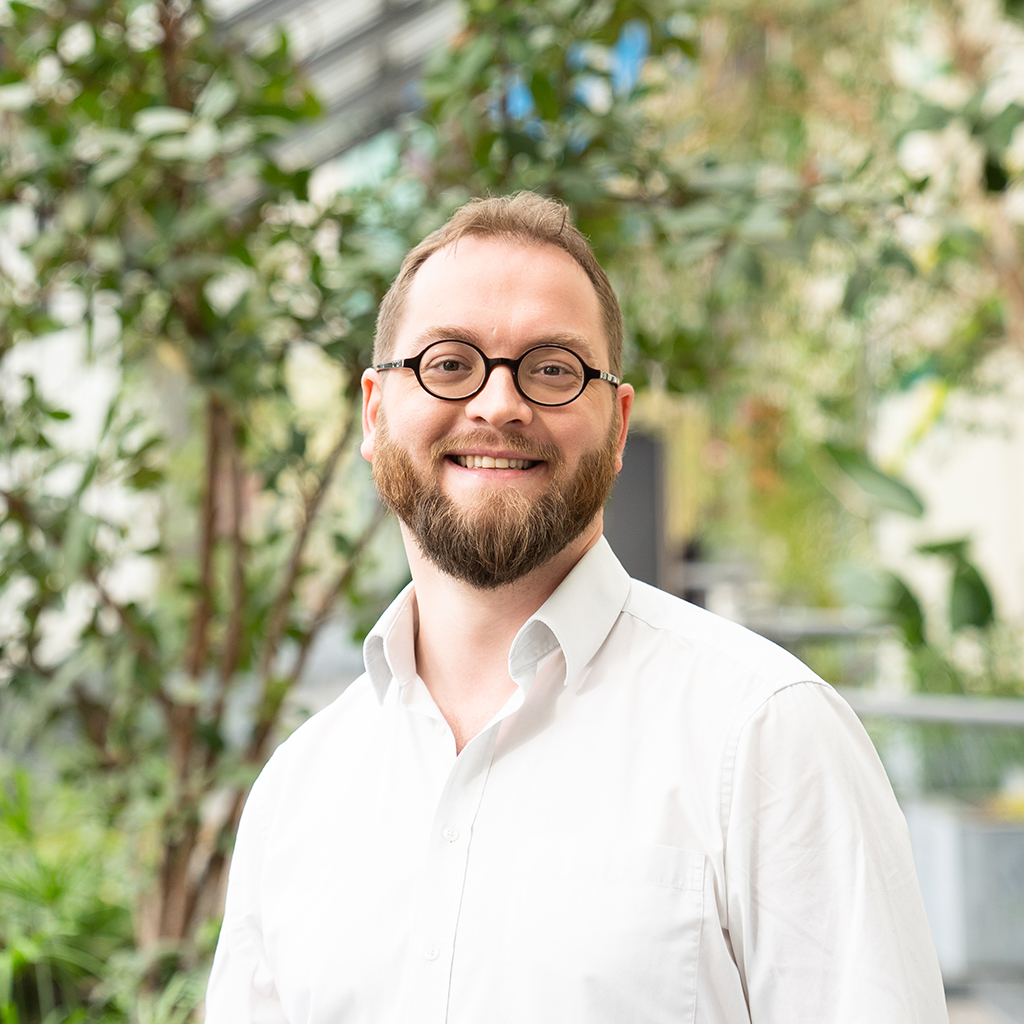
Guillaume Defossé

Guillaume Defossé (Sint-Lambrechts-Woluwe, 29 november 1985) is een Belgisch politicus voor Ecolo.

## Biografie
Defossé volgde hoger onderwijs aan de Université Catholique de Louvain, waar hij in 2008 afstudeerde als master in de politieke wetenschappen.
Na een verblijf in Senegal engageerde hij zich op zijn zestiende bij de andersglobalistische beweging. In 2008 was hij medestichter van de vereniging Génération Palestine-Belgique, die de situatie van de Palestijnen in het Israëlisch-Palestijns conflict onder de aandacht bracht en waarvan hij van 2008 tot 2009 ondervoorzitter, van 2009 tot 2010 secretaris-generaal en van 2010 tot aan de ontbinding van de vereniging in 2015 voorzitter was. In januari 2014 werd hij dan weer voorzitter van vredesbeweging CNAPD, de Nationale Coördinatie voor de Actie voor de Vrede en de Democratie. Hij bleef dat tot in december 2015 en werd daarna tot in juni 2018 ondervoorzitter van die beweging.
In 2003 sloot Defossé zich aan bij Ecolo. Hij was lid van het bureau van de jongerenafdeling van de partij en werkte van 2009 tot 2012 als parlementair medewerker voor Brussels Hoofdstedelijk Parlementslid Vincent Lurquin en senator Zakia Khattabi. Vervolgens verbleef hij een jaar in Benin, waar hij ontwikkelingswerk uitvoerde, en werkte hij van 2013 tot 2014 als adviseur Transversaal Beleid bij Christos Doulkeridis, toenmalig staatssecretaris in de Brusselse regering. Van oktober 2014 tot september 2019 was hij dan weer voorzitter van de Brusselse federatie van Ecolo. Daarna was hij van 2019 tot 2020 communicatieverantwoordelijke op de kabinetten van Brussels minister Alain Maron en Brussels staatssecretaris Barbara Trachte.
Bij de federale verkiezingen van mei 2019 stond Defossé als tweede opvolger op de tweetalige lijst van Ecolo/Groen in de kieskring Brussel-Hoofdstad. In oktober 2020 legde Defossé de eed af als lid van de Kamer van volksvertegenwoordigers, als opvolger van Tinne Van der Straeten (Groen), die minister werd in de regering-De Croo. Als Kamerlid ging hij zich toeleggen op defensie, democratische vernieuwing en Beliris. Hij zetelde in de Kamer tot aan de verkiezingen van juni 2024 en stond toen opnieuw als tweede opvolger op de lijst.
Op lokaal politiek niveau was Defossé in oktober 2018 kandidaat bij de lokale verkiezingen in zijn toenmalige woonplaats Sint-Joost-ten-Node en kwam hij in oktober 2024 op in Schaarbeek. Geen van beide keren raakte hij verkozen.